# Manuela Ivone Paredes Pereira da Cunha
Manuela Ivone Cunha é doutorada em antropologia, com agregação em sociologia. Ensina na Universidade do Minho e é investigadora integrada no CRIA. Galardoada com o Prémio Sedas Nunes Para as Ciências Sociais pela sua investigação etnográfica sobre instituições prisionais, economia retalhista da droga e gestão penal da desigualdade, a sua investigação tem-se centrado também em economias informais, nas interseções entre justiça criminal, diversidade cultural e desigualdade (classe-género-‘raça’/etnicidade).
Numa linha paralela à sua pesquisa sobre encarceramento, punitividade e sociedade, tem estudado a aceitabilidade social da vacinação e formas emergentes de hesitação vacinal. As diferentes linhas de pesquisa articulam-se numa abordagem mais ampla das transformações contemporâneas do poder, das disciplinas e da ação do Estado através de um enfoque de terreno e de longa duração no quotidiano das instituições, das interações que aí têm lugar, e em trajetórias individuais. Foi vice-presidente da European Association of Social Anthropology (EASA), diretora da revista Etnográfica, e diretora da editora online de ciências sociais Etnográfica Press.